# Museo Gaspare Spontini

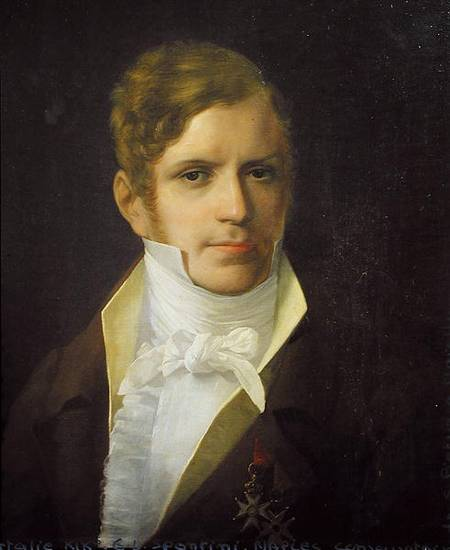
Ritratto di Gaspare Spontini

La Casa-museo Gaspare Spontini di Maiolati Spontini (AN), è ubicata nello stesso edificio dove il musicista, nativo del posto, trascorse gli ultimi mesi della sua vita insieme alla moglie Celeste Erard. 

## Storia e descrizione
Nel museo sono conservati cimeli, memorie, manoscritti, mobili originali e dipinti. Al primo piano segnaliamo due esemplari di fortepiano in mogano, di cui uno a coda e l'altro a tavolo, costruiti dai fratelli Erard a Parigi nel 1820, e alcuni bozzetti di gusto neoclassico. Nel secondo piano sono raccolti oggetti appartenuti al musicista, tra cui una tazza con l'effigie di Gaspare Spontini e un'altra con quella di Federico Guglielmo III di Prussia.